# 사마조 (전국)
사마조(司馬錯, ? ~ ?)는 중국 전국시대 진나라(秦)의 장군이다. 진 혜문왕 시기에 장의와 논쟁을 벌인 끝에 촉나라(蜀)을 정복하여 진나라의 영토로 편입시킨 일로 유명하며, 진 소양왕 시기에도 크게 활약하였다. 전한 시대에 《사기》를 저술한 사마천의 직계조상으로도 잘 알려져 있다.
사마천(司馬遷) 사기(史記)에서 사마조가 촉을 합병하였으며 그 계략이 성공하면서 진나라는 천하통일의 기반을 만들었다고 역사가들이 평가하였다.

## 생애

### 출신
사마조는 본래 주나라(周) 사마씨(司馬氏) 가문의 후손이었다. 사마씨 일족은 일찍이 뿔뿔이 흩어졌는데, 그 중 한 사람이었던 사마조는 진나라(秦)로 들어갔다.

### 촉나라 평정
진 혜문왕 때에 저나라(苴)나라와 촉나라(蜀)가 서로 싸우다가 동시에 진나라에 도움을 청하였다. 혜문왕은 이 기회에 촉나라를 공격하고자 하였으나 그 길목이 험하고 좁아서 지나기 어려운데다가 한나라(韓)가 빈틈을 노려 공격해올까 걱정하였다. 그렇다고 한나라를 먼저 공격하자니 자칫 불리해질 수도 있다고 생각하여 결단을 내리지 못하였다.
이 때에 혜문왕의 측근이었던 장의는 중원으로의 진출이 더 시급하다며 한나라를 칠 것을 주장하였다. 그러나 사마조는 장의의 견해에 반대하며 지금 중원으로 진출하더라도 명분이 없어서 다른 제후국들이 연합할 것이 분명하니 차라리 먼저 배후에 도사리고 있는 촉나라를 확실히 정복할 것을 주장하였다. 혜문왕은 사마조의 의견을 채택하고는 군사를 일으켜 촉나라를 토벌하기로 결정내렸다.
그리하여 기원전 316년(혜문왕 9) 10월, 사마조는 촉나라를 정벌하여 멸망시켰다. 진나라에서는 정복한 촉나라의 왕을 후(侯)로 격하시켰으며, 진장(陳莊)을 촉나라의 재상으로 삼았다. 촉 지역이 진나라에 편입되자 진나라는 더욱 부강해져서 다른 제후국들조차 깔볼 정도가 되었다. 일설에는 사마조가 촉 지역의 군수(郡守)에 임명되었다고도 전한다.
기원전 301년(소양왕 6), 촉 지역에서 반란이 일어나자 사마조가 촉후 휘(煇)를 주살하고 촉 지역을 평정하였다.

### 위나라와의 전쟁
기원전 295년(소양왕 12), 사마조는 위(尉)가 되어 위나라(魏)를 공격하고 양(襄)을 빼앗았다.
기원전 291년(소양왕 16), 사마조는 좌경(左更)이 되어 지(軹)와 등(鄧)을 공격하여 빼앗았다.
기원전 289년(소양왕 18), 사마조는 객경(客卿)이 되어 위나라를 공격하고 지(軹)에 이르러 크고 작은 61개 성을 빼앗았다. 또한 원(垣)과 하옹(河雍)을 공격하여 다리를 끊고 두 지역을 빼앗았다.
기원전 286년(소양왕 21), 사마조는 위나라의 하내(河內)를 공격하였다. 이에 위나라가 진나라에 안읍(安邑)을 바치자, 진나라는 안읍의 백성들을 쫓아내고는 진나라 사람들을 하동(河東)으로 이주시켰다.

### 초나라와의 전쟁
기원전 280년(소양왕 27), 사마조는 초나라(楚)를 공격하였으며 죄수들을 사면하여 남양(南陽)으로 이주시켰다. 이후 사마조의 행적은 알 수 없다.

### 후손
사마조의 손자인 사마근(司馬靳)은 진 소양왕 때에 진나라의 가장 유명한 명장이었던 무안군 백기를 섬겼다. 이후 그는 장평대전에도 종군하여 조나라(趙)와 싸웠으나, 훗날 백기가 두우(杜郵)에서 자결할 당시에 함께 죽음을 당하고 화지(華池)에 매장되었다.
또한 사마근의 손자인 사마창(司馬昌)은 진 시황제 때에 이르러 주철관(主鐵官)이 되었다. 사마창은 사마무택(司馬無澤)을, 사마무택은 사마희(司馬喜)를, 사마희는 사마담(司馬談)을, 사마담은 훗날 《사기》의 저자로 유명한 사마천(司馬遷)을 낳았다.